# Shaman King (serie)
Shaman King es una serie de televisión perteneciente al género de anime basada en el manga del mismo nombre escrito por Hiroyuki Takei. La serie está dirigida por Seiji Mizushima y coproducida por TV Tokyo, NAS y Xebec. En una etapa temprana de la producción de anime, el propio Takei ayudó al personal del anime. Sin embargo, pronto dejó el personal debido a sus limitaciones de tiempo mientras trabajaba en el manga. En septiembre de 2020, Mizushima comentó que el material de anime original presentado en la segunda mitad del programa no era algo que él hiciera por su propia cuenta, y fue solicitado al editor original de Shaman King, Shueisha. Los 64 episodios se emitieron entre el 4 de julio de 2001 y el 25 de septiembre de 2002 en TV Tokyo en Japón. Aunque originalmente era fiel al manga, finalmente el anime se desvió de la historia original ya que el manga todavía se estaba serializando en ese momento. Como resultado, la última mitad de los episodios no tiene ninguna relación con el manga, con una historia y conclusión separada y definida creada para la serie de 2001. 4Kids Entertainment obtuvo los derechos para transmitir el anime Shaman King en los Estados Unidos, donde se estrenó en FoxBox el 6 de septiembre de 2003.

## Argumento
La trama de Shaman King gira en torno a Yoh Asakura (Pronunciado como io), un chamán, un médium entre los mundos de los vivos y los muertos. Yoh busca convertirse en el Rey Chamán, el que puede contactar con el Gran Espíritu y así obtener la capacidad de remodelar el mundo de la forma que desee, y para este propósito, debe ganar el Torneo de los chamanes (Shaman Fight), una batalla que se lleva a cabo una vez cada 500 años entre chamanes en competencia. Anna Kyoyama, la prometida de Yoh, pronto entra en escena y le prescribe un brutal régimen de entrenamiento para prepararlo para el torneo. Así comienza la trama que llevará a Yoh en un viaje que lo llevará a hacerse amigo de Ryu, Ren Tao, Horo Horo, Fausto VIII, Lyserg Diethel y Joco McDonnell (conocido como Chocolove McDonnell).

## Reparto de voces y personajes
- Gabriel Gama[7] como Yoh Asakura: un joven chamán que gusta de la paz, la relajación y la falta de preocupaciones, pero que también alberga grandes poderes.
- Rubén Moya como Amidamaru: El espíritu acompañante de Yoh y un antiguo y poderoso samurái.
- Laura Torres como Manta Oyamada: Un estudiante de la escuela a la que va Yoh y además su mejor amigo humano.
- Ana Lucía Ramos como Anna Kyōyama: una poderosa sacerdotisa y la prometida de Yoh, esta determinada a convertirse en la esposa del Rey chamán.
- Mónica Villaseñor como Hao Asakura: El malvado chamán hermano de Yoh.

## Distribución
Los episodios fueron recopilados en 16 compilaciones de DVD por King Records en Japón y lanzados entre el 30 de octubre de 2001 y el 22 de enero de 2003. Los DVD se recopilaron y lanzaron posteriormente en tres cajas entre el 27 de agosto de 2008 y diciembre. 25, 2008.. Funimation ha lanzado dos compilaciones en DVD de la adaptación en inglés entre el 19 de octubre de 2004 y el 29 de marzo de 2005 sin cortes. En junio de 2020, se anunció que la serie se transmitirá en los servicios Full Anime TV y Bonbon TV en Japón.
De los episodios 1 al 34, el tema de apertura es "Over Soul" de Megumi Hayashibara, mientras que el tema final es "Trust You" de Hayashibara. De los episodios 35 a 64, el tema de apertura es "Northern Lights" de Megumi Hayashibara, mientras que los temas finales son "Reminiscent" (お も か げ, Omokage ) de Hayashibara y "Overlapping Souls" (魂魄 重 ね て, Konpaku Kasanete ) de Yūko Satō. King Records ha lanzado varios CD que contienen el tema musical y otras pistas.